# حارة بير نعيم (صنعاء)
حارة بير نعيم هي إحدى حارات حي الثورة بمديرية الثورة إحد مديريات العاصمة اليمنية صنعاء، بلغ تعداد سكانها 1547 نسمة حسب تعداد اليمن لعام 2004.